# Королевский пудинг
«Королевский пудинг» (англ. Royal Pudding) — эпизод 1503 (№ 212) сериала «Южный парк», премьера которого состоялась 11 мая 2011 года.

## Сюжет
Дошкольники репетируют постановку о вреде кариеса. Все герои уже на сцене, но кариеса нет. Мистер Маки интересуется, где же Айк, исполнитель этой роли, ведь осталось всего 2 недели до выступления.
Оказывается, мальчик сидит дома и смотрит королевскую свадьбу. Сегодня венчаются принц и принцесса Канады. Это великий день для канадцев всего мира. Праздник проходит согласно всем канадским традициям. Настаёт очередь сгребания пудинга с рук принца. Это показывает силу союза принца и принцессы. Неожиданно, зал аббатства начинает трястись, с крыши на головы людей падают каменные блоки. Это совершенно не соответствует традициям. Принцесса оказывается в странном прозрачном кубе, принц пытается освободить невесту. Повсюду паника, избранница улетает в никуда, чаша с пудингом переворачивается. Айк начинает безудержно плакать. Принц приказал канадцам со всего мира открыть свои «коробки преданности». Айк узнаёт, что коробки нужны для предупреждения всех канадцев насчёт большой опасности. В ней сказано, что все выходцы из этой страны должны в полной боевой готовности прибыть на встречу под деревом в Эдмонтоне. Айк отправляется в Канаду. Всем вооружённым канадцам сообщают, что принцессу похитил Скотт-козёл, однако он говорит, что это сделали коренные канадцы. Айк, Скотт и Боб-урод отправляются к коренным канадцам-эскимосам. Те рассказывают, что принцессу похитило ужасное чудовище. Затем эскимосская женщина отводит Уродину-Боба, Айка и Скотта в замок, где томится принцесса. Чудовищем оказывается гигантский кариес, который одолевает Скотта и эскимоску, однако Айк, снимает с Боба-урода его пакет, который тот носил на голове, после чего кариес, увидев Боба, каменеет. Айк освобождает принцессу. После этого всех четверых принцесса награждает медалями, а свадебная церемония всё-таки проходит.
В это время мистер Маки готовит постановку, в которой роль кариеса приходится играть Кайлу. Однако как-бы Кайл не старался — Маки всё время недоволен, считая, что Кайл не старается. Он говорит детям, что они недооценивают опасность кариеса, и рассказывает что его отец умер от кариеса 2 года назад. Во время представления, несмотря на то, что зрители встречают выступление овациями, Маки недоволен. После первого акта он отчитывает детсадовцев. В этот момент приходит сержант Ейтц, который сообщает Маки, что кариес уничтожен. Маки плачет от радости и отпускает детей по домам.
В Канаде снова собираются толпы людей для проведения свадьбы принца и найденной принцессы. Теперь всё проходит согласно всем канадским традициям. После операции с пудингом, принц отрывает руку принцессе и засовывает её себе в задний проход, возрождая давнюю традицию канадцев.

## Отзывы
IGN сказал: "Говорят, что эпизоды без Картмана часто бывают худшими, и этот, безусловно, не исключение", дав эпизоду 5,5 баллов из 10.

## Пародии
- Эпизод пародирует британскую свадьбу Принца Уильяма и Кейт Миддлтон.
- Собрание канадцев — пародия на фильм «Храброе сердце».
- Похищение принцессы и паникующие люди-грибы — пародия на серию игр «Mario».
- Видео из «Коробки преданности» — пародия на видео от Dharma Initiative из сериала Lost.
- Эпизод, в котором Айк, снимая мешок с головы Боба-урода, показывает её Кариесу, после чего последний окаменевает, является отсылкой к мифу о Персее, который, спасая прикованную к скале царевну Андромеду, заставляет окаменеть морское чудовище Кето (или Кита), показав ему отрубленную голову Горгоны Медузы, которую он также достаёт из мешка.

## Факты
- В серии появляется канадская рок-группа Rush. Гитарист Алекс Лайфсон во время выступления стреляет себе в голову из пистолета. При этом он играет на бас-гитаре, а вокалист, клавишник и бас-гитарист группы Гедди Ли — на электрогитаре.

## Отсылки к другим эпизодам
- В этом эпизоде появляется Боб-урод, впервые с эпизода второго сезона «Не без моего ануса», и Скотт-козёл, впервые с эпизода «Рождество в Канаде».
- В комнате Айка можно увидеть пиратскую шляпу, которую он носил в эпизод «Жирная Борода».